# نصف‌النهار ۳۲ درجه شرقی
نصف‌النهار ۳۲ درجه شرقی ۳۲مین نصف‌النهار شرقی از گرینویچ است که از لحاظ زمانی ۲ساعت و ۸دقیقه با گرینویچ اختلاف زمانی دارد.
این نصف‌النهار از قطب شمال شروع و از مناطق زیر گذشته و به قطب جنوب ختم می‌شود.
- قاره اروپا
- قاره آفریقا
- روسیه
- اقیانوس هند